# Burnside (Chicago)
Pour les articles homonymes, voir Burnside.

Situation de Burnside dans la ville de Chicago

Burnside est l'un des 77 secteurs communautaires de la ville de Chicago aux États-Unis. 